# Gauley Bridge (Virginia Occidental)
Gauley Bridge es un pueblo ubicado en el condado de Fayette en el estado estadounidense de Virginia Occidental. En el Censo de 2010 tenía una población de 614 habitantes y una densidad poblacional de 145,62 personas por km².

## Geografía
Gauley Bridge se encuentra ubicado en las coordenadas 38°10′1″N 81°12′34″O / 38.16694, -81.20944. Según la Oficina del Censo de los Estados Unidos, Gauley Bridge tiene una superficie total de 4.22 km², de la cual 4.1 km² corresponden a tierra firme y (2.83%) 0.12 km² es agua.

## Demografía
Según el censo de 2010, había 614 personas residiendo en Gauley Bridge. La densidad de población era de 145,62 hab./km². De los 614 habitantes, Gauley Bridge estaba compuesto por el 98.86% blancos, el 0% eran afroamericanos, el 0.33% eran amerindios, el 0% eran asiáticos, el 0% eran isleños del Pacífico, el 0% eran de otras razas y el 0.81% pertenecían a dos o más razas. Del total de la población el 0.49% eran hispanos o latinos de cualquier raza.